# Canton de la Rochelle-5
Le canton de la Rochelle-5 est une ancienne division administrative française de la ville de La Rochelle, située dans le département de la Charente-Maritime et la région Poitou-Charentes.

## Géographie
Ce canton était organisé autour de La Rochelle dans l'arrondissement de La Rochelle. Son altitude variait de 0 m (Esnandes) à 37 m (Saint-Xandre) pour une altitude moyenne de 11 m.

## Histoire
| Période | Période | Identité            | Étiquette | Qualité                                                                                               |
| ------- | ------- | ------------------- | --------- | --- |
| 1985    | 1992    | Marie-Joseph Veyrac | RPR       | Médecin Conseillère municipale de La Rochelle Vice-Présidente du Conseil Régional de Poitou-Charentes |
| 1992    | 2011    | Jack Proust         | PRG       | Directeur d'école Maire de Puilboreau (1983-2014)                                                     |
| 2011    | 2015    | Yann Juin           | PRG       | Instituteur Maire d'Esnandes (2001-2014) Président départemental du PRG                               |

## Composition
Le canton de la Rochelle-5 se composait d’une fraction de la commune de La Rochelle et de quatre autres communes. Il compte 18 776 habitants (population municipale) au 1er janvier 2012.
| Nom                     | Code Insee | Intercommunalité  | Population (dernière pop. légale)              |
| ----------------------- | ---------- | ----------------- | ---------------------------------------------- |
| La Rochelle (chef-lieu) | 17300      | CA de La Rochelle | Fraction : 3 894(2012) Commune : 74 998 (2014) |
| Esnandes                | 17153      | CA de La Rochelle | 2 071 (2014)                                   |
| Marsilly                | 17222      | CA de La Rochelle | 2 943 (2014)                                   |
| Puilboreau              | 17291      | CA de La Rochelle | 5 911 (2014)                                   |
| Saint-Xandre            | 17414      | CA de La Rochelle | 4 463 (2014)                                   |

## Démographie
| 1982 | 1990   | 1999   | 2006   | 2011   | 2012   |
| ---- | ------ | ------ | ------ | ------ | ------ |
| -    | 15 093 | 16 716 | 17 872 | 18 689 | 18 776 |